# Fortezza di Santa Maria
La Fortezza di Santa Maria si trova sull'omonimo promontorio della costa occidentale del Golfo della Spezia ed è una delle postazioni del sistema fortificato del Golfo della Spezia.

## Storia
Già nel 1564 la Repubblica genovese aveva provveduto a fortificare questa insieme ad altre posizioni  con funzioni di difesa del Golfo, soprattutto dalle incursioni turche. 
Insieme alla fortezza del Priamar di Savona e il Forte di Gavi, la Fortezza di Santa Maria costituiva uno dei tre grandi avamposti militari di confine della Serenissima Repubblica di Genova. 
Con la sua pianta a forma di stella, il Forte Santa Maria costituiva il perno di tutto il sistema difensivo del golfo e, insieme al Forte di Santa Teresa posto sulla costa orientale, con i suoi cannoni a tiro radente sul pelo dell'acqua, poteva controllare la navigazione in tutto il tratto di mare.
Un ulteriore rafforzamento della fortezza fu ordinato dal Senato genovese nel 1607.
Nello stesso tempo il Senato genovese fa costruire un sistema di altre torri costiere che fa capo al forte Santa Maria.
Caduta la Repubblica genovese, nell'agosto 1799 la fortezza, presidiata da forze genovesi della Repubblica Ligure e francesi della Francia rivoluzionaria, venne attaccata dalle forze anglo-russo-austriache della Seconda coalizione.
Con la Sesta coalizione antifrancese, il declino napoleonico e l'assedio di Genova altre vicende belliche toccarono il forte nel 1814: come altri forti del Golfo, anch'esso fu bombardato dalle navi inglesi di Lord Bentinck e distrutto.

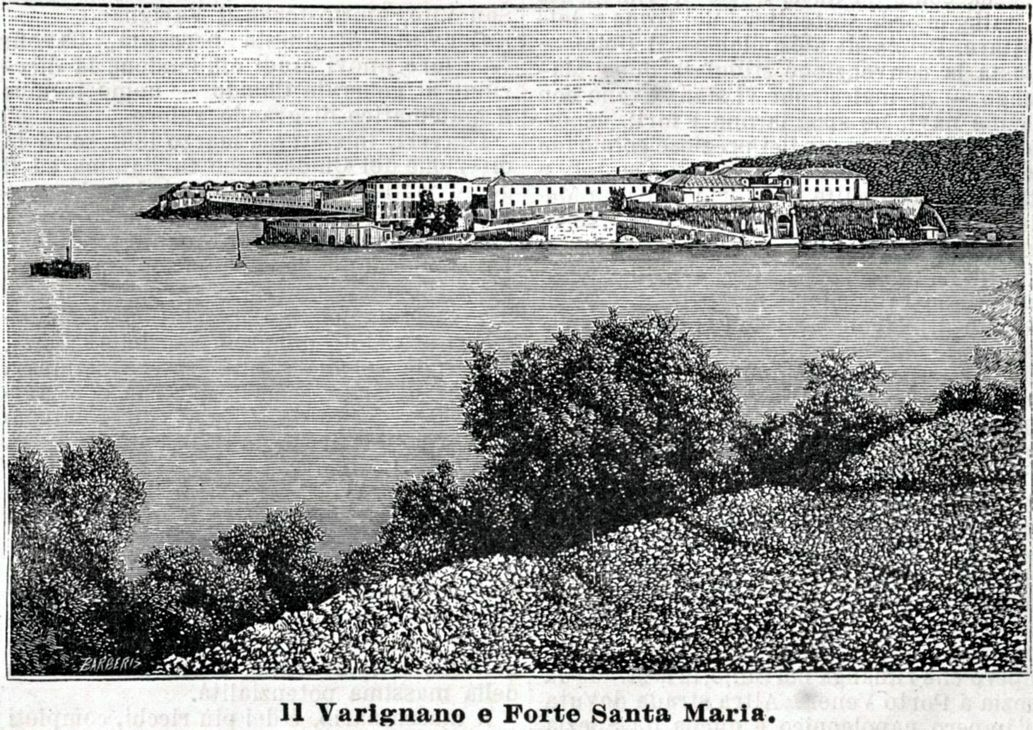
La fortezza del Varignano e Forte Santa Maria nel 1889

Già restaurata dal Regno di Sardegna, la fortezza  fu poi ricostruita e armata dal Regno d'Italia, nella seconda metà del XIX secolo, proprio per la sua posizione strategica nel controllo dell'apertura principale della nuova diga foranea. Ulteriori rafforzamenti vennero apportati prima della Seconda guerra mondiale.